# Vincent Lang
Pour les articles homonymes, voir Lang.
 (juillet 2024).
Si vous disposez d'ouvrages ou d'articles de référence ou si vous connaissez des sites web de qualité traitant du thème abordé ici, merci de compléter l'article en donnant les références utiles à sa vérifiabilité et en les liant à la section « Notes et références ».
 (avril 2024).
Vincent Lang, du nom humaniste Vincentius Longinus Eleutherius (né à Freystadt en Silésie ; mort le 15 juillet 1502), était un humaniste et poète allemand.
Comme Laurent Corvin, il venait de Basse-Silésie ; Il s'appelait également Eleutherius du nom de sa ville natale de Freystadt.

## Biographie
Vincent Lang était l'élève de Conrad Celtes (probablement à Ingolstadt) et membre de sa Sodalitas Danubiana. Lors d'un voyage en Italie en 1499, il séjourne à Bologne avec Johannes Rhagius von Sommerfeld et y rencontre peut-être Nicolas Copernic.
Il a ensuite obtenu un poste par l'intermédiaire de Celtis à Vienne au nouveau Collège impérial des poètes. Le 1er mars 1501, Lang et d'autres membres de la Sodalitas Danubiana se produisirent avec Celtis dans sa pièce impériale Ludus Dianae devant le couple royal au château de Linz. Lang a joué Bacchus et, au point culminant du jeu, il s'est jeté aux pieds de Maximilien Ier qui le regardait et a demandé la couronne de laurier. Maximilien intervient alors dans le jeu et couronne Lang « poète lauréat ».
La cérémonie d'inauguration du Collegium eut lieu le 1er février 1502, avec Vincentius Longinus prononçant l'éloge funèbre du futur empereur. Lang mourut peu de temps après. Il se serait suicidé le 15 juillet 1502, selon une lettre de Georg Ratzenperger à Sigmund von Herberstein (auparavant, 1503 était considérée comme l'année de sa mort).
Nicolas Germanus, mentionné dans une lettre de Lang à Conrad Celtis, fut plus tard interprété comme Nicolas Copernic.